# Engelhardtia serrata
Engelhardtia serrata là một loài thực vật có hoa trong họ Juglandaceae. Loài này được Blume mô tả khoa học đầu tiên năm 1829.